# Heinrich von Ahaus
Heinrich von Ahaus (auch Heinrich von Schöppingen, lat. Henricus de Scopingen) (* um 1371 in Schöppingen; † 14. Februar 1439 in Münster) war Anhänger der Devotio moderna. Er hat maßgeblich zur Übertragung der Brüder und Schwestern vom gemeinsamen Leben aus den Niederlanden in das heutige Deutschland, insbesondere nach Niederdeutschland, beigetragen.

## Familie
Sein Geburtsjahr lag zwischen 1369 und 1371. Er war ein illegitimer und damit nicht erbberechtigter Sohn des Edelherren Ludolph von Ahaus und der aus Schöppingen stammenden Mutter Hadwig. Seine Tante Jutta von Ahaus war Äbtissin in Vreden. Eine Halbschwester war Margaretha von Ahaus, Äbtissin in Freckenhorst. Eine weitere Halbschwester, Agnes von Ahaus, war Äbtissin in Nottuln.

## Leben
Er gehörte spätestens 1396 dem geistlichen Stand an und wurde wohl mit 25 Jahren zum Priester geweiht. Möglicherweise hatte er zu diesem Zeitpunkt bereits eine Stellung als Domvikar (nicht zu verwechseln mit Domherren) am St. Paulusdom inne. Nachweisbar in dieser Position war er erst seit 1422. Wohl durch seine Tante Jutta kam er mit der Devotio moderna in Kontakt. Er lebte um 1400 für ein Jahr im Fraterhaus in Deventer. Heinrich kam wohl nicht mehr in Kontakt mit Florentius Radewyns, der im selben Jahr verstorben war. Das Leben in der Gemeinschaft hat ihn tief beeindruckt und er sah in ihr eine Wiedergeburt der christlichen Urgemeinde.
Er kehrte 1401 nach Münster zurück. Dort traf er auf eine Gruppe von Klerikern und Laien, die ähnlich dachten und eine kleine Gemeinschaft gebildet hatten. Sie hatte auch Kontakt nach Deventer, wo sie um Rat fragten. Der Rektor aus Deventer reiste zu dem Zweck nach Münster und wurde von Heinrich von Ahaus begleitet. Er war daran beteiligt, in Münster ähnliche Formen des gemeinsamen Lebens zu etablieren, die er in den Niederlanden kennengelernt hatte. Danach sollten zwei oder mehr Priester zusammen mit anderen Klerikern und Laien in Demut und Keuschheit leben, sich gegenseitig helfen und fromme Leute als Gäste beherbergen.
In den folgenden Jahren konnte die Gemeinschaft ihren Besitz erweitern und es zu einem bescheidenen Wohlstand bringen. Heinrich von Ahaus schenkte der Gemeinschaft 1409 das Haus ter Wyck, das zum Sitz der Gemeinschaft wurde. Im Jahr 1409 wurde er als Rektor der Einrichtung genannt. Diese Position hat er bis zu seinem Tod ausgeübt, auch wenn er zeitweilig abwesend war.
Im Jahr 1416/17 war er auch Begründer des Hauses zum Weidenbach in Köln. Zeitweise hat er dieses auch geleitet. Heinrich von Ahaus reiste 1418 zum Konzil von Konstanz. Dort verteidigte er zusammen mit anderen mit Erfolg die Lebensform der Brüder und Schwestern vom gemeinsamen Leben gegen die Kritik insbesondere von Seiten der Dominikaner. Besonders Matthias Grabow tat sich als Gegner hervor. Dieser stellte das Zusammenleben in Armut und Keuschheit ohne Ordensregeln als sündhaft dar. Es gelang Heinrich von Ahaus und seinen Mitstreitern, eine Verdammung der Thesen von Grabow zu erreichen. Damit war noch keine offizielle kirchliche Anerkennung der Lebensweise verbunden, aber der Verdacht der Häresie konnte beseitigt werden.
Heinrich von Ahaus kehrte 1424 nach Münster zurück und übernahm erneut direkt die Leitung des dortigen Fraterhauses. Im Jahr 1427 war er an der Gründung des Schwesternhauses Marienbrink in Coesfeld beteiligt. Er war unter anderem auch beteiligt an der Gründung des Fraterhauses und des Schwesternhauses in Wesel sowie des Schwesternhauses Marienbrink in Borken, um 1400 als erstes Schwesternhaus auf münsterischem Boden errichtet. Er hat nicht alle seine Gründungsabsichten und Ziele verwirklichen können, vielmehr stieß er häufig auch auf erhebliche Widerstände durch Kleriker und Laien.
Heinrich von Ahaus legte Wert auf die Ausstattung der Gemeinschaften mit geistlichen Büchern. Es sollten nur solche Brüder aufgenommen werden, die auch lesen konnten. In den von ihm begründeten Fraterhäusern gab es Scriptorien, die Bücher in hoher Qualität abschrieben. Seinem Vorbild folgten andere Kleriker, die zu einer geistigen Erneuerung in Niederdeutschland beitrugen. Das Beziehungsgeflecht um Heinrich von Ahaus umfasste auch zahlreiche Laien meist aus dem Bürgertum, reichte aber bis in den hohen Adel hinein.
Heinrich von Ahaus strebte die Vereinigung der Häuser in einer Verbrüderung (confederatio) an. Eine solche Verbindung kam zwischen den Fraterhäusern in Münster und Köln 1425 zu Stande. Daraus ging 1431 auf Betreiben von Heinrich von Ahaus das Münstersche Kolloquium als lockerer Zusammenschluss der Brüder- und Schwesternhäuser östlich des Rheines hervor. Dazu gehörten die Brüderhäuser in Münster, Köln und Herford sowie die Schwesternhäuser in Schüttorf, Borken, Coesfeld und Wesel. Weitere Einrichtungen kamen später hinzu. Jedes Jahr kam es zu einem Treffen des Kolloquiums, um Neugründungen zu genehmigen. Es wurden auch Visitationen verschiedener Häuser beschlossen und über die Führung der Häuser beraten. Die unter seinem Einfluss stehenden Häuser gingen einen Mittelweg zwischen dem Festhalten an der ursprünglichen Unabhängigkeit und einer gewissen Angleichung an das Ordensleben, ohne die Grundprinzipien aufzugeben. Ein Zusammenschluss aller Häuser in Deutschland gelang dagegen zu dieser Zeit nicht.
Heinrich von Ahaus wurde als „een heerlie prediker“ beschrieben. Als Prediger orientierte er sich an dem Begründer der Devotio moderna Geert Groote und verwandte in seinen Predigten dialogische Elemente. Ein bedeutender Theologe oder geistlicher Autor war er jedoch nicht.
Lange Zeit galt Heinrich von Ahaus als Begründer der Lebensweise der Brüder und Schwestern vom gemeinsamen Leben in Deutschland. In der Mitte des 15. Jahrhunderts bezeichnete ihn Johannes Busch als „magnus reformator et illustrator Westphaliae.“ Neuere Forschungen haben dies Bild insofern relativiert, als dass es bereits vor ihm westfälische Verbindungen zur niederländischen Devotio moderna gegeben hatte. Dennoch bleibt seine große Bedeutung für die Ausbreitung der Bewegung unbestritten.